# スペアカー
スペアカー（Spare(-d) car）とは、モータースポーツにおいて本来レース出走用に使用する車（レースカー）にトラブルが発生し使用不能になった場合のために用意される予備車のこと。Tカー（TはTraining、Test、あるいはTemporaryの頭文字を取ったものといわれる）と呼ばれることもある。

## 概要
スペアカーの使用に当たっては多くのレースカテゴリーで制限が加えられており、例としてかつてのスポーツカー世界選手権ではスペアカーを用いての予選タイムアタックはタイムが無効とされていた。F1のレギュレーションでも、2003年よりレースカーに著しい損傷がありレース参戦に危険が生じるような事態を除きスペアカーの使用が認められなくなったほか、2007年からはスペアカーの完成車状態での持込が禁止されるなど（スペアモノコックの持込は禁止されていないため、サーキットで一からマシンを組み立てることで実質的なスペアカーの確保は可能）、コスト制限の問題と関連して規制が厳しくなっている。
「スペアカー」と言えど装備はレースカーと全く同等のものが必要であり、製作にはそれなりに資金が必要であり、あるカテゴリーの中でも資金力の乏しい下位チームにおいてはスペアカー無しでレースに挑むことも多い。またスペアカーの使用に当たっては、基本的にチームのNo.1ドライバーに優先権があるが、ジョイントNo.1体制を取るチームではレースごとにスペアカーの優先権をローテーションする形を取るのが一般的である。とはいえチームオーダーとの関係から、スペアカーの優先権を巡ってドライバー同士の揉め事が起こることもある。このためチームのどちらのドライバーがスペアカーの使用権利を持つかは、チームとの契約交渉の段階からそのドライバーのチーム内の立場を現わす重要事項となる。
ちなみに「カー(car)」とついているところからもわかるように、本来は四輪モータースポーツでのみ使用されるはずの言葉であるが、モーターサイクルレース（オートバイ）の世界でもスペアマシンのことを「Tカー」と呼ぶケースがある。
MotoGPやスーパーバイク世界選手権では、レインコンディションレースが宣言された場合、晴れになっても雨になってもレースは止まらず、場合に合わせてピットで乗り換えなければいけないというFlag to Flagルールが存在するため、完成車状態のTカーは必須である。